# Dhi Qar
Dhi Qar  (arabisk: ذي قار) er en irakisk provins med et areal på 12.900 km² og 2.000.000(2012) indbyggere. Det administrative hovedsæde i provinsen er byen Nasiriyah med 541.600(2015) indbyggere.
Provinsen inkluderer området, der var Sumerernes rige, der lå i den sydlige del af det nuværende Irak. 
Før 1976 var provinsen kendt som Muntafiq.